# Schizothorax curvilabiatus
Schizothorax curvilabiatus är en fiskart som först beskrevs av Wu och Tsao 1992.  Schizothorax curvilabiatus ingår i släktet Schizothorax och familjen karpfiskar. IUCN kategoriserar arten globalt som otillräckligt studerad. Inga underarter finns listade i Catalogue of Life.